# (12166) Oliverherrmann
(12166) Oliverherrmann est un astéroïde de la ceinture principale.

## Description
(12166) Oliverherrmann est un astéroïde de la ceinture principale. Il fut découvert le 25 septembre 1973 à l'observatoire Palomar par Cornelis Johannes van Houten, Ingrid van Houten-Groeneveld et Tom Gehrels. Il présente une orbite caractérisée par un demi-grand axe de 2,65 UA, une excentricité de 0,18 et une inclinaison de 6,6° par rapport à l'écliptique.

## Compléments